# Sinfonia n. 1 (Šostakovič)
La Sinfonia n. 1 in Fa minore (Op. 10) di Dmitrij Šostakovič è stata scritta tra il 1923 e il 1925, ed eseguita per la prima volta dall'Orchestra sinfonica di Leningrado, diretta da Nikolaj Mal'ko, il 12 maggio dell'anno successivo. La sinfonia, fin dal 1923, è stata scritta da Šostakovič come brano da presentare all'esame di composizione.

## Storia
La Prima sinfonia, composta da Šostakovič a soli diciannove anni, ottenne ben presto un notevole successo, sia nel proprio paese, sia all'estero. L'opera, nonostante la giovane età dell'autore, si estranea dalla musica ottocentesca, e mostra già i criteri che contraddistingueranno i successivi lavori del Maestro di San Pietroburgo: dissonanze, ritmica ossessiva, strumentazione originale, senso del grottesco e humor, ma anche del macabro.

## Struttura
La sinfonia è composta da quattro movimenti:

### Allegretto - Allegro non troppo
Il curioso tema principale, più volte ripetuto all'inizio, è subito esposto dalla tromba. Successivamente, l'Allegro non troppo è introdotto da un clarinetto. Il secondo tema, affidato al flauto, è poi sviluppato secondo gli schemi classici, ad eccezione della riesposizione, nella quale l'ordine risulta contrario.

### Allegro - Meno mosso - Allegro - Meno mosso
Il secondo movimento, che, diversamente dal precedente, sembra procedere senza meta, ha struttura ABA'. Il pianoforte ha una funzione connettiva tra le varie sezioni del movimento, ma anche un'importante funzione ritmica-percussiva.

### Lento - Largo - Lento (attacca:)
Ancora più diverso dai precedenti movimenti, il Lento è costellato di lirismo e magia. Il tema iniziale, ripreso dal violoncello, porta ad una nuova sezione di pesanti ritmi. Il finale assume dei toni funebri e inquieti, grazie alla tromba con sordina, privi di serenità o tranquillità.

### Allegro molto - Lento - Allegro molto - Meno mosso - Allegro molto - Molto meno mosso - Adagio
L'ultima parte della Prima si apre con un rullo di tamburi, e fa strada a soli di legni accompagnati da tremoli degli archi. In seguito compare una sezione ricca di ribattuti, in cui ritroviamo anche il pianoforte, sfociante in un crescendo a cui segue un solo di timpani. La sinfonia si chiude con un crescendo dell'orchestra.

## Registrazioni
- Orchestra filarmonica di Mosca, Kirill Kondrašin
- "Shostakovic, The symphonies", Vladimir Ashkenazy, Royal Philharmonic Orchestra